# Hennecke Graf von Bassewitz

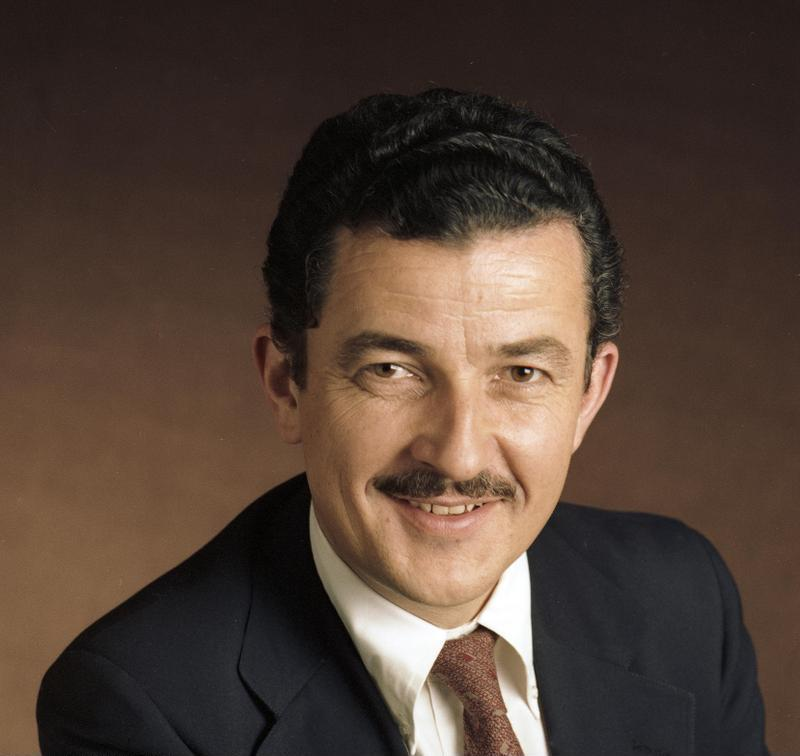
Hennecke Graf von Bassewitz (1979)

Hennecke Graf von Bassewitz (* 27. Januar 1935 in Rostock; † 7. September 2022) war ein deutscher Diplomat und Ministerialdirigent im Auswärtigen Amt.

## Leben
Von Bassewitz war direkter Nachfahre des Adolph Christian Ulrich von Bassewitz und Verwandter des Henning Graf von Bassewitz. Er gehörte zur Familienlinie Prebberede, deren Gut mit Stammsitz Schloss Prebberede seit 1385 in Familienhand war. Seine Eltern waren der Arzt Graf Michael von Bassewitz und dessen Ehefrau Ursula von Weber, Tochter des Oberstleutnants Theodor von Weber und der Emmy Rée. Hennecke wuchs in Gehlsdorf und in Ludwigslust auf, wo sein Vater tätig war. Hennecke von Bassewitz hatte zwei Brüder und eine Schwester.
Hennecke von Bassewitz wurde nach dem Studium der Rechtswissenschaft zunächst Journalist. 1963 trat er in den deutschen Auswärtigen Dienst ein und wurde dann an den Botschaften in Kuala Lumpur (1966–1969) und Singapur (1969–1971) eingesetzt. Nachdem er zwischen 1974 und 1976 Pressesprecher des Bundespräsidenten Walter Scheel war, wurde er an der Botschaft in Washington (1976–1979) verwendet. Ab 1979 war er Botschafter in Sierra Leone. Nach einer Tätigkeit als Referatsleiter im Auswärtigen Amt (1982–1985) war er von 1985 bis 1989 Leiter des German Information Center (GIC) in New York. Ab 1989 war er zunächst Generalkonsul in Kiew und wurde dort mit der Unabhängigkeit der Ukraine  erster deutscher Botschafter (1991–1993). Danach war er als Unterabteilungsleiter im Auswärtigen Amt tätig. Zuletzt war er, als Nachfolger von Johannes Preisinger, von 1997 bis 1999 Botschafter in Bosnien-Herzegowina. Sein Nachfolger in diesem Amt war Hans Jochen Peters.
Hennecke von Bassewitz heiratete am 2. August 1961 in Hamburg Susanne Wagner, Tochter der Margarete Jürgensen und des Bankkaufmanns Hermann Wagner. Sie hatten eine Tochter und einen Sohn. Hennecke von Bassewitz lebte mit seiner Familie in Hennef (Sieg). Er war seit 1960 Ehrenritter des Johanniterordens und Mitglied der Mecklenburgischen Genossenschaft der Kongregation.

## Genealogie
- Gothaisches Genealogisches Taschenbuch der Gräflichen Häuser. Zugleich Adelsmatrikel der Deutschen Adelsgenossenschaft. Teil A (Uradel). 115. Jahrgang. 1942, Justus Perthes, Gotha 1941, S. 42 ff.
- Walter von Hueck, Friedrich Wilhelm Euler: Genealogisches Handbuch der Gräflichen Häuser. A (Uradel) 1973, Band VII, Band 73 der Gesamtreihe GHdA, Hrsg. u. a. Deutsches Adelsarchiv, C. A. Starke, Limburg an der Lahn 1973, ISSN 0435-2408, S. 6 ff.
- Walter von Hueck Et al.: Genealogisches Handbuch der Gräflichen Häuser. A (Uradel). 1993. Band XIV, Band 105 der Gesamtreihe GHdA, Hrsg. Deutsches Adelsarchiv, C. A. Starke, Limburg an der Lahn 1993, ISSN 0435-2408, S. 21.